# Malekschahi (Verwaltungsbezirk)
Malekschahi (persisch شهرستان ملکشاهی) ist ein Schahrestan in der Provinz Ilam im Iran. Er enthält die Stadt Arakwas, welche die Hauptstadt des Verwaltungsbezirks ist. 

## Kreise
- Zentral (بخش مرکزی)
- Ghachi (بخش گچی)

## Demografie
Bei der Volkszählung 2016 betrug die Einwohnerzahl des Schahrestan 21.138. Die Alphabetisierung lag bei 80 Prozent der Bevölkerung. Knapp 71 Prozent der Bevölkerung lebten in urbanen Regionen.
| Zensusjahr | Einwohnerzahl |
| ---------- | ------------- |
| 2011       | 22.587        |
| 2016       | 21.138        |